# Трубачёво (Витебская область)
Трубачёво — упраздненная деревня в Городокском районе Витебской области Беларуси. В составе Бычихинского сельсовета.
Находилась примерно в 5 верстах к югу от современной деревни Рудня.

## История
Деревня отмечена на карте середины XIX века, в Списке населённых мест Витебской губернии 1906 года (стр.83 №57), на картах РККА 1930-х годов. На топографической карте начала 1980-х годов уже обозначена, как урочище, а не деревня.